# Übersberg
Übersberg ist eine Ortschaft in der Gemeinde Guttaring im Bezirk Sankt Veit an der Glan in Kärnten (Österreich). Die Ortschaft hat 97 Einwohner (Stand 1. Jänner 2024).

## Lage
Die Ortschaft liegt im Norden des Brückler Berglands, rechtsseitig im Tal des Silberbachs, auf dem Gebiet der Katastralgemeinde Hollersberg, etwa 1 km südsüdwestlich des Zentrums des Gemeindehauptorts Guttaring. Die Ortschaft umfasst das Gut Übersberg im Tal an der Landesstraße L82 Silberegger Straße sowie nördlich davon eine nach Mitte des 20. Jahrhunderts entstandene Einfamilienhaussiedlung in Hanglage.

## Geschichte

### Burg Übersberg

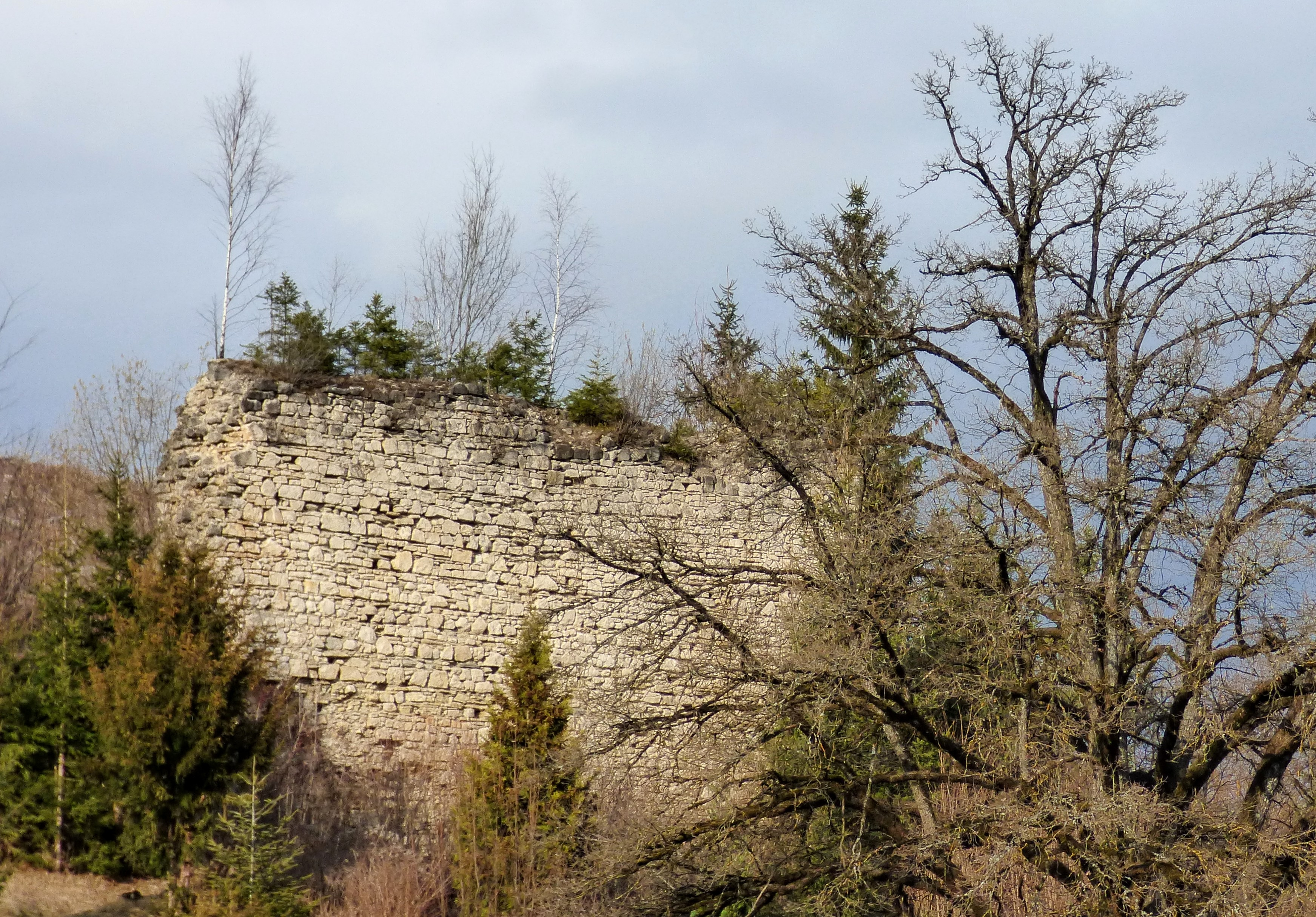
Ruine Übersberg

Ab dem 14. Jahrhundert wird Burg Übersberg erwähnt, zunächst als Urfuezperch, 1464 als Ubelsberg, 1523 als Uberßberg. Der Name dürfte sich von Urvuor (mittelhochdeutsch für Ausfahrt) ableiten. Die über 300 m weiter nördlich gelegene, von den Resten einer romanischen Mauer umgebene Filialkirche St. Gertraud gilt als ehemalige Burgkapelle von Burg Übersberg. Aus der einzig verbliebenen der Burg zugeschriebenen Mauer oberhalb von Gut Übersberg, in ungünstig zu verteidigender Hanglage, lässt sich kein deutliches Bild von der ursprünglichen Anlage und Ausdehnung der Burg gewinnen.

### Ortschaft Übersberg
Schon 1443 wird hier eine Mühle genannt, die als Nebengebäude des Gutshofs noch Ende des 19. Jahrhunderts bestand. Der damals einschichtig gelegene Gutshof brannte 1894 ab und wurde danach neu aufgebaut; um jene Zeit entstanden hier auch große Wirtschaftsgebäude.
Seit Gründung der politischen Gemeinden 1850 gehörte Übersberg zur Gemeinde Guttaring und wurde als Teil der Ortschaft Rabachboden geführt. Erst nach Errichtung der Einfamilienhaussiedlung begann man 1971, Übersberg als eigene Ortschaft auszuweisen.

## Bevölkerungsentwicklung
Für die Ortschaft ermittelte man folgende Einwohnerzahlen:
- 2001: 30 Gebäude (davon 27 mit Hauptwohnsitz) mit 47 Wohnungen; 116 Einwohner und 1 Nebenwohnsitzfall; 44 Haushalte; 3 Arbeitsstätten, 1 land- und forstwirtschaftlicher Betrieb[4]
- 2011: 31 Gebäude, 99 Einwohner, 48 Haushalte, 4 Arbeitsstätten[5]
- 2021: 34 Gebäude, 97 Einwohner, 45 Haushalte, 11 Arbeitsstätten[6]